# Бычкова, Маргарита Евгеньевна
Маргари́та Евге́ньевна Бычко́ва (6 ноября 1936, Москва — 5 июля 2014, там же) — советский и российский историк. Доктор исторических наук (1998).

## Биография
С 1959 года работала в Институте истории АН СССР, в последнее время — ведущий научный сотрудник Института российской истории РАН.
В 1969 году защитила кандидатскую диссертацию «Родословные книги XVI—XVII веков как исторический источник». В 1998 году защитила докторскую диссертацию в форме научного доклада на тему: «Русское государство и Великое княжество Литовское с конца XV в. до 1569 г.: Опыт сравнительно-исторического изучения политического строя».
Специализировалась по политической истории России XV—XVII веков, а также в области генеалогии.
Являлась почётным членом Русского генеалогического общества и Историко-родословного общества в Москве.
Умерла 5 июля 2014 года.

## Избранные труды[3]
- Бычкова М. Е. Родословные книги XVI - XVII вв. как исторический источник: Автореф. дис. … канд. ист. наук. — М., 1968. — 25 с.
- Бычкова М. Е. Родословные книги XVI—XVII вв. как исторический источник / Отв. ред. д.и.н. А. А. Зимин; Институт истории СССР АН СССР; Худож. Т. К. Салигулин. — М.: Наука, 1975. — 216 с. — 3900 экз.
- Бычкова М. Е. Состав класса феодалов России в XVI в.: Историко-генеалогическое исследование / Отв. ред. д.и.н. С. М. Каштанов. — М.: Наука, 1986. — 224 с. — 4600 экз.
- Бычкова М. Е. Московские самодержцы: История возведения на престол. Обряды и регалии. — М., 1995. — 72 с.
- Бычкова М. Е. Русское государство и Великое княжество Литовское с конца XV в. до 1569 г.: Опыт сравнительно-исторического изучения политического строя. — М.: Изд. центр ИРИ РАН, 1996. — 176 с. — 500 экз. — ISBN 5-201-00638-8.
- Бычкова М. Е. Легенды московских бояр / Совет по охране культурного и природного наследия при Президиуме РАН. — М., 1997. — 112 с. — (Природное и культурное наследие Москвы).
- Бычкова М. Е. и др. Предки А. С. Пушкина: Поколенная роспись / М. Е. Бычкова, М. Смирнов, О. И. Хоруженко, М. Ю. Катин-Ярцев; Государственный Исторический музей. — М.: ГИМ, 1999. — 96 с. — 2000 экз.
- Бычкова М. Е. и др. Русская генеалогия: Энциклопедический справочник / М. Е. Бычкова (науч. рук.) и др.. — М.: Богородский Печатник, 1999. — 232 с. — (Вспомогательные исторические дисциплины : Энциклопедия). — ISBN 5-89589-015-6.
- Бычкова М. Е. «Что значит именно родные». — М.: Богородский Печатник, 2000. — 150 с. — 1000 экз. — ISBN 5-89589-016-4.
- Бычкова М. Е., Смирнов М. И. Генеалогия в России: История и перспективы. — М.: Территория, 2004. — 280 с. — 1000 экз. — ISBN 5-98393-001-X.
- Бычкова М. Е. Магия власти: обряды возведения на престол, царские регалии / ИРИ РАН. — М.: Территория, 2009. — 212 с. — 1000 экз. — ISBN 978-5-98393-017-9.
- Бычкова М. Е. Русско-литовская знать XV—XVII вв.: Источниковедение. Генеалогия. Геральдика / Сост.: О. И. Хоруженко, Р. Б. Казаков. — М.: Квадрига, 2012. — 368 с. — (Исторические исследования). — 400 экз. — ISBN 978-5-91791-080-2.
- Бычкова М. Е. Русско-литовская знать XV—XVII вв.: Источниковедение. Генеалогия. Геральдика / Сост.: О. И. Хоруженко, Р. Б. Казаков. — М.: Квадрига, 2015. — 368 с. — (Исторические исследования). — ISBN 978-5-91791-179-3. (Фрагмент Архивная копия от 26 сентября 2019 на Wayback Machine)